# Aleksàndrovka (Mordòvia)
Aleksàndrovka (en rus: Александровка) és un poble (un possiólok) de la República de Mordòvia, a Rússia, segons el cens del 2010 tenia 30 habitants, pertany al districte de Témnikov. Es troba a 3 km a l'oest de Témnikov, la capital del districte.